# Точиський Павло Варфоломійович
Точиський Павло Варфоломійович (3 (15) травня 1864, Катеринбург — 18 липня 1918, Бєлорєцьк) — діяч соціал-демократичного руху в Росії, більшовик.

## Біографія
Батько, Варфоломій Францевич — зросійщений поляк, з дрібнопомісних шляхтичів, полковник у відставці, начальник Катеринбурзької в'язниці, мати — француженка, Уранія Августівна, дочка архітектора, яка виховала сина в традиціях Великої французької революції.

На розвиток революційних поглядів хлопчика вплинули також вислані з Петербургу революціонери. Ще в гімназії він організовує народницький гурток, а в 1883 р кидає гімназію і працює робітником в залізничних майстернях. У 1884 р з сестрою Марією (яка навчалась на Бестужевських курсах) — їде в Санкт-Петербург, вступає до ремісничих курсів, для вивчення слюсарного ремесла.

Восени 1885 р утворює гурток. До складу його входили троє братів Брейтфус (Людвіг, Гейнріх і Едуард), сестра Марія, донька священика Любов Василівна Аркадакська і Єлизавета Васильєва. Спочатку гурток називався «Товариство сприяння підняттю матеріального, інтелектуального і морального рівня робітничого класу в Росії», потім — «Товариство Санкт-Петербурзьких фабрично-заводських робітників» («Товарищество Санкт-Петербургских мастеровых»).

Точиський працює на Виборзькій стороні, організовує робочі збори на Охті, знайомиться з соціал-демократичною літературою групи «Визволення праці», і тут остаточно складається його політичний світогляд.

Залучений у справі організованого ним «Товариства ...», що мав різко виражений соціал-демократичний характер, був заарештований і потім висланий до Катеринослава. Тут він займає посаду кресляра, працює разом з групою соціал-демократів, скоро знову був висланий та ув'язненний.

У 1898 р Точиський оселився в Москві, але вже в 1899 р був заарештований «за приналежність до гуртка інтелігентів, що займалися соціалістичною пропагандою серед робітників», був висланий в Вологодську губернію на 3 роки. У 1905 р. знову працює в Москві, служить техніком у міській управі, займається організацією професійної спілки техніків і соціал-демократичної фракції міської думи, головує в страйковому комітеті і бере активну участь в грудневому повстанні. У той же час він редагує журнал «Технік» - орган професійної спілки техніків, які працювали в місті, і газету «Боротьба». Союз техніків, який прийняв програму партії більшовиків, під керівництвом Точиського розширив свої рамки і охопив весь Центральний промисловий район. У 1906 Точиський був притягнутий до відповідальності, а журнал «Технік» був закритий. З цього часу до Лютневої революції він поневіряється з родиною по Росії, переслідуваний поліцією, постійно змінюючи місця служби.
1917 рік застає його на Уралі, на Бєлорєцькому заводі. Точиський висувається на пост партійного керівника в уральському обласному комітеті і військового комісара, веде нещадну боротьбу з контрреволюцією. Убитий під час контрреволюційного заколоту есерами і білоказачими офіцерами, за іншими відомостями, бійцями команди штабу загону І. Д. Каширіна при спробі арешту.